# Tahiti International 2010
Die Tahiti International 2010 als offene internationale Meisterschaften von Französisch-Polynesien im Badminton fanden vom 3. bis zum 5. September 2010 in Punaauia statt.

## Austragungsort
- Punaauia, Halle des Sports UPF

## Finalergebnisse
| Disziplin    | Sieger                        | Finalist                        | Ergebnis            |
| ------------ | ----------------------------- | ------------------------------- | ------------------- |
| Herreneinzel | Alistair Casey                | Rosario Maddaloni               | 21:17, 21:18        |
| Dameneinzel  | Cee Nantana Ketpura           | Agnese Allegrini                | 21:16, 21:18        |
| Herrendoppel | Ross Smith Glenn Warfe        | Maoni Hu He Oliver Leydon-Davis | 21:11, 21:12        |
| Damendoppel  | Leanne Choo Kate Wilson-Smith | Nicole Grether Charmaine Reid   | 21:12, 19:21, 21:12 |
| Mixed        | Ross Smith Kate Wilson-Smith  | Glenn Warfe Leanne Choo         | 21:14, 13:21, 21:18 |